# Ju-Ju
Os confrontos entre o Juazeiro Social Clube e a Sociedade Desportiva Juazeirense configuram um recente clássico do futebol baiano, conhecido como Ju-Ju, opondo os clubes da mesma cidade, Juazeiro, habitualmente enfrentando-se no estádio da cidade, o Estádio Adauto Moraes (Adautão). Tal apelido foi dado pelo radialista Herbert Mouze Rodrigues e convive com outro difundido na TV Bahia, o Juá-Juá.
Em 2013, o clássico ocorreu cinco vezes: sendo que as duas mais recentes foram pelas 20ª e 21ª rodadas da Primeira Divisão do Baiano Profissional de 2013, que corresponderam à decisão pelo terceiro lugar no campeonato.

## Confrontos
| Data                    | Mandante    | Placar | Visitante   | Estádio               | Público | Competição           |                      |
| ----------------------- | ----------- | ------ | ----------- | --------------------- | ------- | -------------------- | -------------------- |
| 29 de janeiro de 2014   | Juazeirense | 3 – 1  | Juazeiro    | Estádio Adauto Moraes | 958     | Baiano 2014          | súmula borderô       |
| 12 de maio de 2013      | Juazeirense | 1 – 2  | Juazeiro    | Estádio Adauto Moraes | 127     | Baiano 2013          | súmula borderô       |
| 9 de maio de 2013       | Juazeiro    | 0 – 1  | Juazeirense | Estádio Adauto Moraes | 176     | Baiano 2013          | súmula borderô       |
| 28 de abril de 2013     | Juazeirense | 1 – 0  | Juazeiro    | Estádio Adauto Moraes | 1 177   | Baiano 2013          | súmula borderô       |
| 6 de abril de 2013      | Juazeiro    | 1 – 4  | Juazeirense | Estádio Adauto Moraes | 715     | Baiano 2013          | súmula borderô       |
| 24 de fevereiro de 2013 | Juazeirense | 0 – 3  | Juazeiro    | Estádio Adauto Moraes | 1 039   | Baiano 2013          | súmula borderô       |
| 18 de março de 2012     | Juazeirense | 1 – 0  | Juazeiro    | Estádio Adauto Moraes | 896     | Baiano 2012          | súmula borderô       |
| 12 de fevereiro de 2012 | Juazeiro    | 3 – 3  | Juazeirense | Estádio Adauto Moraes | 1 152   | Baiano 2012          | súmula borderô       |
| 20 de junho de 2009     | Juazeirense | 2 – 1  | Juazeiro    | Estádio Adauto Moraes |         | Segunda Divisão 2009 | [ súmula] [ borderô] |
| 31 de maio de 2009      | Juazeiro    | 0 – 1  | Juazeirense | Estádio Adauto Moraes |         | Segunda Divisão 2009 | [ súmula] [ borderô] |